# Jean-Marc Bideau
Jean-Marc Bideau (Quimperlé, 8 de abril de 1984) es un ciclista francés que fue profesional desde 2007 hasta 2016.

## Biografía
Jean-Marc Bideau comenzó su carrera como profesional en 2007 con el equipo continental belga Unibet.com, reserva del equipo ProTour del mismo nombre. Durante esta temporada, residió en Bélgica junto a sus compañeros Lucas Persson, Viktor Folkesson y Florian Guillou. Este último fue también compañero en los equipos amateur VS Scaër y Super Sport 35.
En 2008, Jean-Marc Bideau y Florian Guillou ficharon por el equipo continental francés Roubaix Lille Métropole. Sus mejores resultados durante esta temporada fueron el tercer lugar en el Gran Premio de Beuvry-la-forêt, la octava del Gran Premio de Pérenchies, la duodécima plaza del Gran Premio de Fourmies y la decimoprimera posición de la Ruta del Sur.
A pesar de que el Roubaix Lille Métropole deseaba que siguiese en 2009, Jean-Marc Bideau se unió al equipo Bretagne-Schuller. En abril, sufrió una fractura de clavícula en la quinta etapa del Tour de Bretaña. Volvió a la competición en el mes de junio. En los campeonatos de Francia realizó un gran trabajo para cazar a Christophe Riblon y Guillaume Levarlet, permitiendo así que su compañero Dimitri Champion ganase el título. En julio ganó una etapa del Kreiz Breizh Elites.

## Palmarés
2009
- 1 etapa del Kreiz Breizh Elites

2011
- 1 etapa del Tour de Normandía

2012
- París-Troyes
- 1 etapa del Tour de Normandía

2013
- París-Troyes

## Resultados en Grandes Vueltas
Durante su carrera deportiva consiguió los siguientes puestos en las Grandes Vueltas. 
| Carrera | Carrera         | 2007 | 2008 | 2009 | 2010 | 2011 | 2012 | 2013 | 2014  | 2015 | 2016 |
| ------- | --------------- | ---- | ---- | ---- | ---- | ---- | ---- | ---- | ----- | ---- | ---- |
|         | Giro de Italia  | —    | —    | —    | —    | —    | —    | —    | —     | —    | —    |
|         | Tour de Francia | —    | —    | —    | —    | —    | —    | —    | 115.º | —    | —    |
|         | Vuelta a España | —    | —    | —    | —    | —    | —    | —    | —     | —    | —    |

―: no participa

Ab.: abandono

## Equipos
- Unibet.com (2007)
- Roubaix Lille Métropole (2008)
- Bretagne/Fortuneo (2009-2016)
  - Bretagne-Schuller (2009-2012)
  - Bretagne-Séché Environnement (2013-2015)
  - Fortuneo-Vital Concept (2016)